# Petersburg (Texas)
Petersburg é uma cidade localizada no estado norte-americano do Texas, no Condado de Hale.

## Demografia
Segundo o censo norte-americano de 2000, a sua população era de 1262 habitantes.
Em 2006, foi estimada uma população de 1255, um decréscimo de 7 (-0.6%).

## Geografia
De acordo com o United States Census Bureau tem uma área de
2,1 km², dos quais 2,1 km² cobertos por terra e 0,0 km² cobertos por água. Petersburg localiza-se a aproximadamente 992 m acima do nível do mar.

## Localidades na vizinhança
O diagrama seguinte representa as localidades num raio de 28 km ao redor de Petersburg.